# La Fièvre des années 80

La Fièvre des années 80 est un spectacle musical créé et mis en scène par Roger Louret, dont la première représentation a eu lieu en 1998, il sera joué aux Folies Bergère pendant plus d’une saison, et sera nommé aux Molières 1999.
Le spectacle est conçu comme un voyage en musique dans les années 1980, en 14 tableaux mettant en scène plus de 250 chansons parcourant tous les styles disco, Reggae, punk, ska, new wave…

## Distribution
- Lisbet Guldbaek (créditée[1] Lisbet Bongarçon)
- Philippe Candelon
- Laurent Biras
- Thomas Boissy
- Magali Bonfils
- Christelle Chollet
- Hervé Domingue
- Valérie Dubois
- Isabelle Fleur
- Lucy Harrison
- Stéphane Jacques
- Dominique Letourneau
- Caroline Neyrinck
- Sylvie Roche
- Barbara-Ann Scaff
- Stéphane-Gilles Guichard

## Fiche technique
Source : Folies Bergère
- Direction musicale :Jean-Bernard Detraz
- Mise en scène : Roger Louret assisté d’Alexandre Archimbaud
- Musiciens : Jean Bernard Detraz & Philippe Hekimian : Claviers - Frédéric Mathet : Basse - Frédéric Constant : Guitares - Manu Millot : Batterie
- Sonorisation : Philppe Parmentier
- Scénographie : Emmanuelle Favre
- Costumes : Dominique Borg assistée d’Evelyne Corréard
- Lumières : conçues par Christian Brean, assisté de Philippe Guillon
- Arrangements vocaux : Barbara Ann Weber Scaff
- Coiffures : Sano de Perpesac

## Tableaux
1. En province
L'Amérique (Joe Dassin) – Singin' in the Rain (Gene Kelly) – Summertime (Porgy and Bess) – Over the Rainbow (Judy Garland) – Boogie woogie buggle boy (The Andrews Sisters) – Strangers in the Night (Frank Sinatra) – Il était une fois dans l’Ouest (Ennio Morricone) – Le bon, la brute et le truand (Ennio Morricone) – Emmenez moi (Charles Aznavour) – La Californie (Julien Clerc) – Les rois mages (Sheila) – C’est la fête (Michel Fugain) – Je m’éclate au Sénégal (Martin Circus) – La Balanga (Bimbo Jet) – Amoureuse (Véronique Sanson) – El Bimbo (Bimbo Jet) – Désormais (Charles Aznavour) – Le chat (Weyman Corporation) – Combien de rivières (Claude François) – Julia (The Rubettes) – Les bals populaires (Michel Sardou) – Les trompettes d’Aïda (Verdi) – Les p’tits patelins (Marie-Paule Belle) – Attention Mesdames et messieurs (Michel Fugain) – Comme aux U.S.A. (Ottawan) – Glory hallelujah (Nicoletta) – Summer Nights (Grease) – La vente aux enchères (Gilbert Bécaud) – Nue au soleil (Brigitte Bardot) – Rossini et Beaumarchais (Frida Boccara) – La pollution (Johnny Hallyday) – La balade des gens heureux (Gérard Lenorman – Balinho da Madeira (Linda de Suza) – Un banc, un arbre, une rue (Séverine) – Mamy Blue (Nicoletta) – Petite Marie (Francis Cabrel) – Allez les Verts – Made in Normandie (Stone et Charden) – Laisse moi t'aimer (Mike Brant) – Stop au nom de l'amour (Claude François) – À propos de mon père (Johnny Hallyday) – Charlie, t’iras pas au paradis (Gilbert Bécaud) – Kokomo (Beach Boys) – Ça balance pas mal à Paris (Michel Berger et France Gall) – La complainte des heures de pointes (Joe Dassin) – Les petites femmes de Pigalle (Serge Lama)
2. La Fièvre du Samedi soir
Gigi l’Amoroso (Dalida) – O sole moi – Emmène moi danser ce soir (Michèle Torr) – Où est ma chemise grise (Sim et Patrick Topaloff) – Le Chanteur (Daniel Balavoine) – If I can’t have you – Le prix des allumettes (Stone et Charden) – L'Avventura (Stone et Charden) – Je te demande pardon (Claude François) – Laisse moi vivre ma vie (Frédéric François) – Je pars (Nicolas Peyrac) – Without Love (Aretha Franklin) – Saturday Night Fever (Bee Gees) – Singin’ in the rain (Sheila & B. Devotion) – Où sont les femmes ? (Patrick Juvet) – Magniolas for ever (Claude François) – Gigi in paradisco (Dalida)
3. Disco
Stayin' Alive (Bee Gees) – Le Freak (Chic) – Le bon temps du Rock’n’roll (Johnny Hallyday) – Crocodile Rock (Elton John) – Lili voulait aller danser (Julien Clerc) – I love America (Patrick Juvet) – Toute la musique que j'aime (Johnny Hallyday) – Jesus Kitch (Dalida) – Alexandrie Alexandra (Claude François) – Born to Be Alive (Patrick Hernandez) – Kung fu fighting (Carl Douglas) – How Deep Is Your Love (Bee Gees) – When will I see you again (The Three Degrees)
4. Au Palace
Follow me (Amanda Lear) – Daddy Cool (Boney M.) – Sugar Baby Love (The Rubettes) – Can’t take my eyes off of you (Boys town gang) – Let’s Dance (David Bowie) – Macho man (Village People) – In the Navy (Village People) – It's Raining Men (The Weather Girls) – Y.M.C.A. (Village People) – The Best Disco in Town (The Ritchie Family) – Dancing Queen (ABBA) – Yes sir, I can boogie (Baccara) – Don't Leave Me This Way (The Communards) – Lady Marmelade (Patti LaBelle) – Love to Love You Baby (Donna Summer) – Dirty old man (The Three Degrees) – Enough is enough (Donna Summer & Barbra Streisand) – I Will Survive (Gloria Gaynor) – Je vais à Rio (Claude François) – Cette année-là (Claude François)
5. Nostalgie
Nostalgia / Stormy weather (Marie Myriam) – Des mots (François Bernheim) – Massachusetts (Bee Gees) – 62 Nos 15 ans (Michel Delpech) – SLC Salut les copains – Dam dam di dou dam dam (Dorothée) – Rockollection (Laurent Voulzy) – Mes souvenirs, mes seize ans (Eddy Mitchell) – Imagine (John Lennon) – Je voudrais voir New York (Daniel Lavoie)
6. Le Bal de la Rose
Je suis indécis (Carlos) – Tonton Christobald est revenu (Pierre Perret) – Dallas (Générique) – Ce mec est too much (Les Coco Girls) – The Rose (Bette Midler) – Sacrifice (Elton John) – Nuit magique (Catherine Lara) – Je suis venu te dire que je m’en vais (Serge Gainsbourg) – Passion d’Avril (Catherine Lara) – Il venait d’avoir 18 ans (Dalida) – Rien qu’un homme de plus (Dalida) – L’encre de tes yeux (Francis Cabrel) – It’s a heartake (Bonnie Tyler) – Rockamadour (Gérard Blanchard) – J’écoute de la musique saoule (Françoise Hardy) – Les Divorcés (Michel Delpech) – Je suis malade (Serge Lama)
7. Aérobic
Gym Tonic (Véronique et Davina) – L’été sera chaud (Éric Charden) – Papa Mambo (Alain Souchon) – On va s’aimer (Gilbert Montagné) – Nuit de folie (Début de Soirée) – Le sampa (Richard Gotainer) – T’es OK (Ottawan) – Toute première fois (Jeanne Mas) – Fallait pas commencer (Lio) – J’t’aime comme un fou (Robert Charlebois) – Oh Laura (Dave) – Reviens (Hervé Vilard) – La marche des machos (Karen Cheryl) – Marre de cette nana (Patrick Bruel) – Ça plane pour moi (Plastic Bertrand) – Banana Split (Lio) – Le Zizi (Pierre Perret) – La chanson hypocalorique (Alice Dona) – Pour le plaisir (Herbert Léonard) – Encore et encore (Francis Cabrel) – Eve, lève-toi (Julie Pietri) – En rouge et noir (Jeanne Mas) – Chante (Les Forbans)
8. Femme des années 80
Tarentelle (Yves Duteil) – Femme libérée (Cookie Dingler) – L’amour en héritage (Nana Mouskouri) – Ouragan (Stéphanie de Monaco) – Je cherche un partenaire (Patty Laine) – Boule de flipper (Corynne Charby – The best (Tina Turner) – La Rockeuse de Diamants (Catherine Lara) – Je marche seul (Jean-Jacques Goldman) – Girls just want to have fun (Cyndi Lauper) – Knowing Me, Knowing You (ABBA) – Allo maman bobo (Alain Souchon) – Chiquitita (ABBA) – Femme, femme, femme (Serge Lama) – Waterloo (ABBA) – Gimme gimme gimme (ABBA) – Les bêtises (Sabine Paturel) – Mise au point (Jakie Quartz) – Super Troopers (ABBA) – Femme que j’aime (Jean-Luc Lahaye) – Être une femme (Michel Sardou)
9. Le Cabaret
Théâtre (Katja Ebstein) – Star (Serge Lama) – La Bonne du curé (Annie Cordy) – La Parisienne (Marie-Paule Belle) – La salsa du démon (Le grand orchestre du Splendid) – Cho ka kao (Annie Cordy) – Fleur de Province (Charlotte Julian) – Cabaret (Liza Minnelli) – Les remparts de Varsovie (Jacques Brel) – Tu verras, tu verras (Claude Nougaro) – Bye bye (Line Renaud) – Willkommen (Cabaret) – Mein Herr (Cabaret / Liza Minnelli) – Two Ladie (Cabaret) – Big Spender (Sweet Charity / Shirley Bassey) – Money (Cabaret) – Femme est la nuit (Dalida) – Laissez-moi danser (Monday, Tuesday) (Dalida) – Buenas noches (Dalida) – Gondolier (Dalida) – Mourir sur scène (Dalida) – Avec le temps (Léo Ferré) – Ciao Bambina (Dalida) – C’est ça la revue (Line Renaud)
10. La Banlieue
Coconut (Harry Nilsson) – C’est comme ça (Rita Mitsouko) – Génération Banlieue (Johnny Hallyday) – Je ne suis pas un héros (Daniel Balavoine) – Heavy Metal Thunder (Saxon) – Au milieu de nulle part (Catherine Lara) – Against all odds (Phil Collins) – Il est libre Max (Hervé Cristiani) – Place des grands Hommes (Patrick Bruel) – Ma gonzesse (Renaud) – Manu (Renaud) – Antisocial (Trust) – Un autre monde (Téléphone) – Les histoires d’A. (Rita Mitsouko) – N'importe quoi (Florent Pagny) – New York avec toi (Téléphone) – La Comédie (Georgette Lemaire) – Requiem pour un fou (Johnny Hallyday) – Allô monsieur l’ordinateur (Dorothée) – Ça plane pour moi (Plastic Bertrand) – Every’s got to learn sometimes (the Korgis) – Wuthering Heights (Kate Bush) – La Valle dell eden (Nino de Angelo) – Sketch of love (Thierry Mutin)
11. Les Malouines
Everybody’s talking at me (Harry Nilson) – Miss Maguy (Renaud) – Don't Cry for Me Argentina (Evita) – Guerre (Johnny Hallyday) – J’en appelle à la tendresse (Michèle Torr)
12. L’Afrique
Faut plus me la faire (Valérie Lagrange) – Moonlight Shadow (Mike Oldfield) – Tam Tam (Michel Polnareff) – Dieu que c'est beau (Daniel Balavoine) – I.E.O (Catherine Lara) – Musulmanes (Michel Sardou) – Talkin’ about a revolution (Tracy Chapman) – Africa (Rose Laurens) – Sweet fanta diallo (Alpha Blondy) – Né quelque part (Maxime Le Forestier) – Yéké yéké (Mory Kanté) – Africa (Toto) – We Are the World (USA for Africa) – Asimbonanga (Johnny Clegg) – Scatterlings of Africa (Johnny Clegg) – Afrique Adieu (Michel Sardou)
13. La chute du mur de Berlin
Do You Really Want to Hurt Me (Culture Club) – Là-bas (Jean-Jacques Goldman) – D’Allemagne (Patricia Kaas) – Karma Chameleon (Culture Club) – On écrit sur les murs (Demis Roussos) – Mirador (Johnny Hallyday) – Aimons nous vivants (François Valéry) – Vladimir Illitch (Michel Sardou) – Envole-moi (Jean-Jacques Goldman) – J’accuse (Michel Sardou) – Casser la voix (Patrick Bruel) – 99 Luftballons (Nena) – Often that door – The Wall (Pink Floyd) – We Will Rock You (Queen) – Soave s’il al vento (Così fan tutte, Mozart) – Je chante avec toi, Liberté (Nana Mouskouri) – Liberté (Gilbert Montagné) – Je te donne (Jean-Jacques Goldman) – Hymne à la Joie (Beethoven) – Le jour s’est levé (Téléphone) – Total Eclipse of the Heart (Bonnie Tyler) – Ne partez pas sans moi (Céline Dion)
14. Final : New York
Nougayork (Claude Nougaro) – Joe le taxi (Vanessa Paradis) – Sarbacane (Francis Cabrel) – Without You / All by Myself (Harry Nilsson / Eric Carmen) – Memory (Cats / Barbra Streisand) – Bad (Michael Jackson) – Shoop shoop song (Cher) – Chanteur de Jazz (Michel Sardou) – Capitaine abandonné (Gold) – Quand on arrive en ville (Starmania) – We Are the Champions (Queen) – Les Sunlights des tropiques (Gilbert Montagné) – America (West Side Story) – Cadillac (Johnny Hallyday) – Toulouse (Claude Nougaro) – À la volonté du peuple (Les Misérables) – Le grand jour (Les Misérables) – New York, New York (Liza Minnelli) – Charlie, t’iras pas au paradis (Gilbert Bécaud) – Femme des années 80 (Michel Sardou)